# Alpmutter
Die Alpmutter (auch Alpmueter) ist ein weiblicher Alpgeist, der die Alphütten aber auch die Bauernhöfe, besonders im Winter, heimsucht. Die Alpmutter wird als buckelige Frau, umgeben von dienenden Kobolden in Tiergestalt beschrieben.